# Juan Micón
Juan Micón(¿Lyon?, 1626-Pamplona, 1688). Fue un encuadernador, librero, editor e impresor afincado en Pamplona. Posiblemente de origen francés, se instala en Pamplona, en 1649, donde se casa y mantiene un negocio de encuadernación y venta de libros que posteriormente amplía con una imprenta. Permaneció activo entre 1683 y 1688, periodo en el que sacó a la luz nueve libros. Falleció en 1688 y el negocio pasó a ser dirigido por su yerno, Domingo de Berdala.

## Vida y actividad profesional
Nacido en 1626, probablemente era de origen francés. Se instala en Pamplona en 1649, donde, en torno a 1660, casa con la navarra Graciosa de Asca, que aporta 500 ducados de dote, que con el paso del tiempo, con “mejoras y conquistas”, se incrementaron en otros 200. Tuvieron dos hijos, Catalina y Juan. Su esposa, Graciosa murió antes que él, que permaneció viudo.
Trabaja en su “botiga” –tienda- de la calle de la Salinería —también llamada Zapatería—, en el barrio de san Nicolás, como encuadernador y mercader de libros, con incursiones como editor, tal y como se comprueba en 1656 cuando saca el volumen en octavo de poco más de un centenar de páginas Vida y martirio de los santos patronos de la ciudad de Pamplona, San Saturnino y San Fermín.
En 1669, junto con Fernando Jaurigoyena y el librero de Zaragoza Matías de Lezáun, participa en la tasación de los libros de la “botiga” de Juan Antonio Berdún, mercader de libros, fallecido cuatro años antes en Pamplona.
La venta de los manuales escolares era un negocio rentable y, por este motivo, estaba sujeto a permanentes denuncias entre los profesionales, como sucede en 1681 cuando es multado con 30 ducados por vender “cartillas” sin la licencia que otorgaba el Consejo Real de Navarra.

## Apertura de un taller de imprenta
Tras una larga vida profesional como librero, en 1683, amplia el negocio con un taller de imprenta, que, según declara, cuenta con utillaje “muy abundante y de muy buena letra de todos géneros”. Parte del mismo lo había adquirido a los herederos del impresor bearnés, afincado en Orthez, Jacquer Rouyer.
De esta manera, a partir de 1683, Pamplona cuenta con dos imprentas: la de Juan Micón y la de Martín Gregorio de Zabala.

En el taller emplea como ayudantes a un impresor francés y a un encuadernador aragonés.

## Competencia con el segundo impresor de la ciudad
Con el fin de entrar en el jugoso negocio de impresión de papeles judiciales, que tenía en monopolio Martín Gregorio de Zabala, el único impresor en la capital navarra hasta la fecha, invoca la “libertad de imprimir” al tiempo que presenta precios más baratos. 

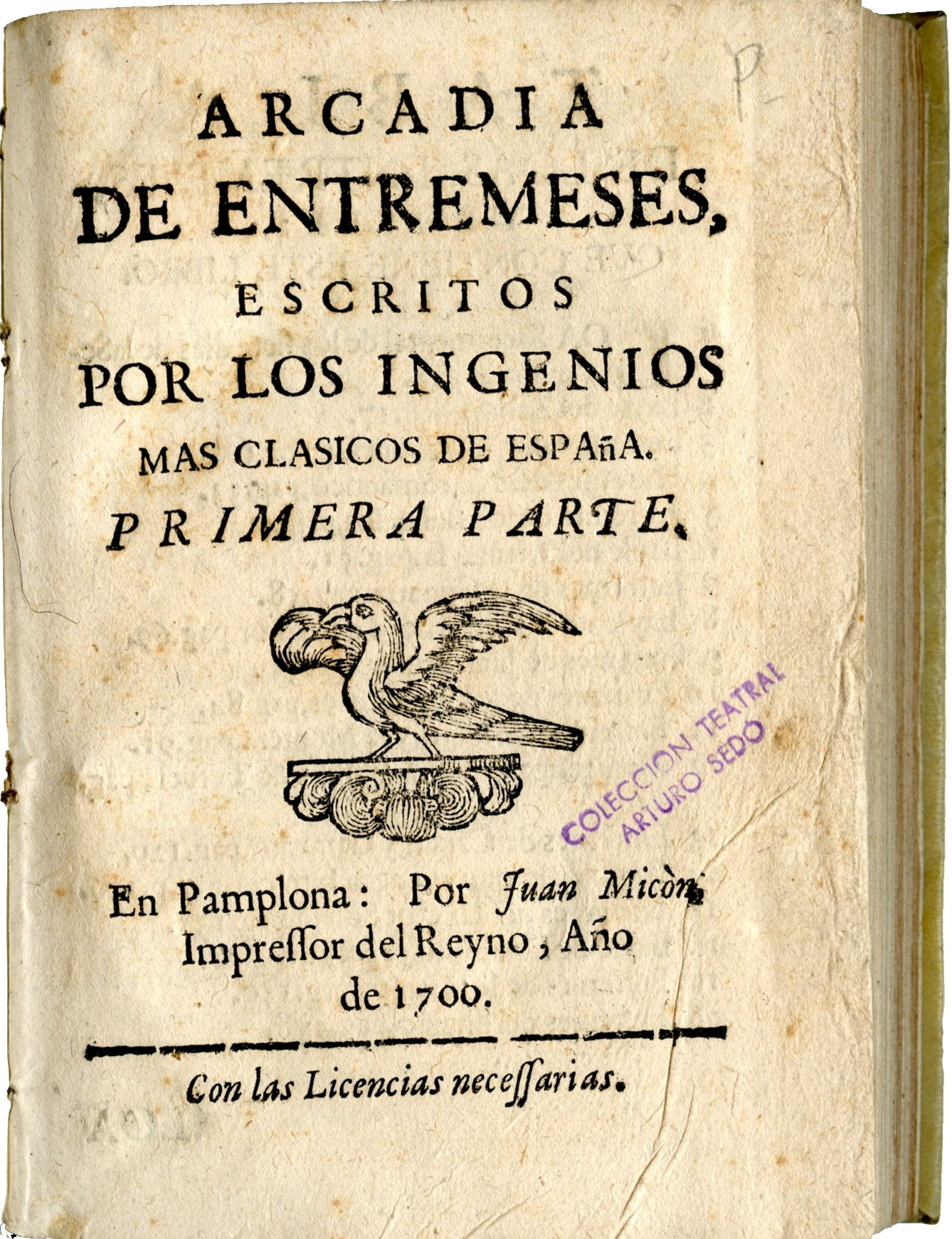
Edición pirata en la que figura el falso pie de imprenta de Micón, que había fallecido doce años antes de la fecha que figura en la portada

A la vista de las ventajas que ahora se ofrecen a los posibles clientes, el virrey aprovecha la oportunidad que ofrece la competencia desatada entre las dos imprentas de la ciudad y, rompiendo el monopolio de Zabala, autoriza que los interesados puedan recurrir al impresor que prefieran, aunque este deberá aplicar los nuevos y más baratos precios ofrecidos por Juan Micón.

## Producción de libros
Solamente pudo dirigir la imprenta durante media docena de años, en la que, sin contar los papeles sueltos y folletos, vieron la luz nueve libros,  lo que supone un ritmo de actividad considerable, con una media de casi dos por año, casi el doble que su competidor Martín Gregorio de Zabala. 
Tuvo la fortuna de encontrar un autor de éxito, como fue el franciscano Jaime de Corella, cuya Práctica del confesionario publicó por primera vez en 1686 y, agotada a los pocos meses, volvió a reeditar “corregida y añadida por su autor” al año siguiente, multiplicándose en lo sucesivo de manera vertiginosa las tiradas en las imprentas de España al tiempo que se traducía en Italia y Portugal. 
En 1687, el año de máxima actividad, aparece con el pie de su taller Insignes misioneros de la Compañía de Jesús, de Francisco Jarque, deán de Albarracín. Se trata de un volumen en cuarto con 456 páginas que, probablemente, no fue impreso en Pamplona sino en Madrid, en el taller de Mateo de Llanos y Guzmán. Esta edición es desconcertante: lleva  la tasa y el privilegio del Consejo Real de Navarra pero los tipos no tienen relación con los utilizados por la imprenta de Micón. De todo ello se podría deducir que se trata de  una edición ilegal dedicada a la venta subrepticia. En este sentido, llama la atención la relativa abundancia de publicaciones, especialmente de obras de teatro, que se editaron después de su muerte utilizando maliciosamente el pie de imprenta de Juan Micón. De cualquier manera, la ediciones piratas tanto en Navarra, como en Castilla y Aragón, eran relativamente frecuentes y, en la mayoría de los casos, tenían por objeto soslayar el privilegio de edición que poseía el legítimo editor.
| Producción de libros de la imprenta de Juan Micón (1683-1688) |
| ------------------------------------------------------------- |
|                                                               |

## Muerte y continuidad del negocio
Juan Micón fallece en 1688, a los 62 años, después de testar el 23 de febrero de ese año a favor de sus hijos Catalina, la primogénita, y Juan, entre los que reparte un patrimonio saneado. Tiene casa propia, imprenta y librería y no deja deudas. 
El negocio pasó a ser regentado por Domingo de Berdala, esposo de Catalina Micón, que lo dirigió entre 1688 y 1698. El otro hijo, Juan Micón, a pesar de conocer el oficio, se mantuvo al margen a causa de los numerosos conflictos a los que ocasionó su vida desordenada.
En cuanto a los cobros que dejó pendientes, las cantidades eran  moderadas: el fraile mercedario Francisco de Alchacoa, al que acaba de imprimir un compendio de teología moral, le adeudaba 58 reales, y cuatro el obispo de Pamplona, correspondientes a algún encargo de papelería.
Pidió ser enterrado en la iglesia de San Nicolás con funerales acordes con su “estado y calidad”.